# Lawrence Nuesslein
Lawrence Nuesslein (n. 16 mai 1895, Ridgefield Park⁠(d), Comitatul Bergen, New Jersey, SUA – d. 10 mai 1971, Allentown, Pennsylvania, SUA) a fost un trăgător de tir ce a reprezentat Statele Unite ale Americii, medaliat olimpic. A participat la o ediție a Jocurilor Olimpice (1920) în care a câștigat două medalii de aur, o medalie de argint și două medalii de bronz.